# Закопанський стиль

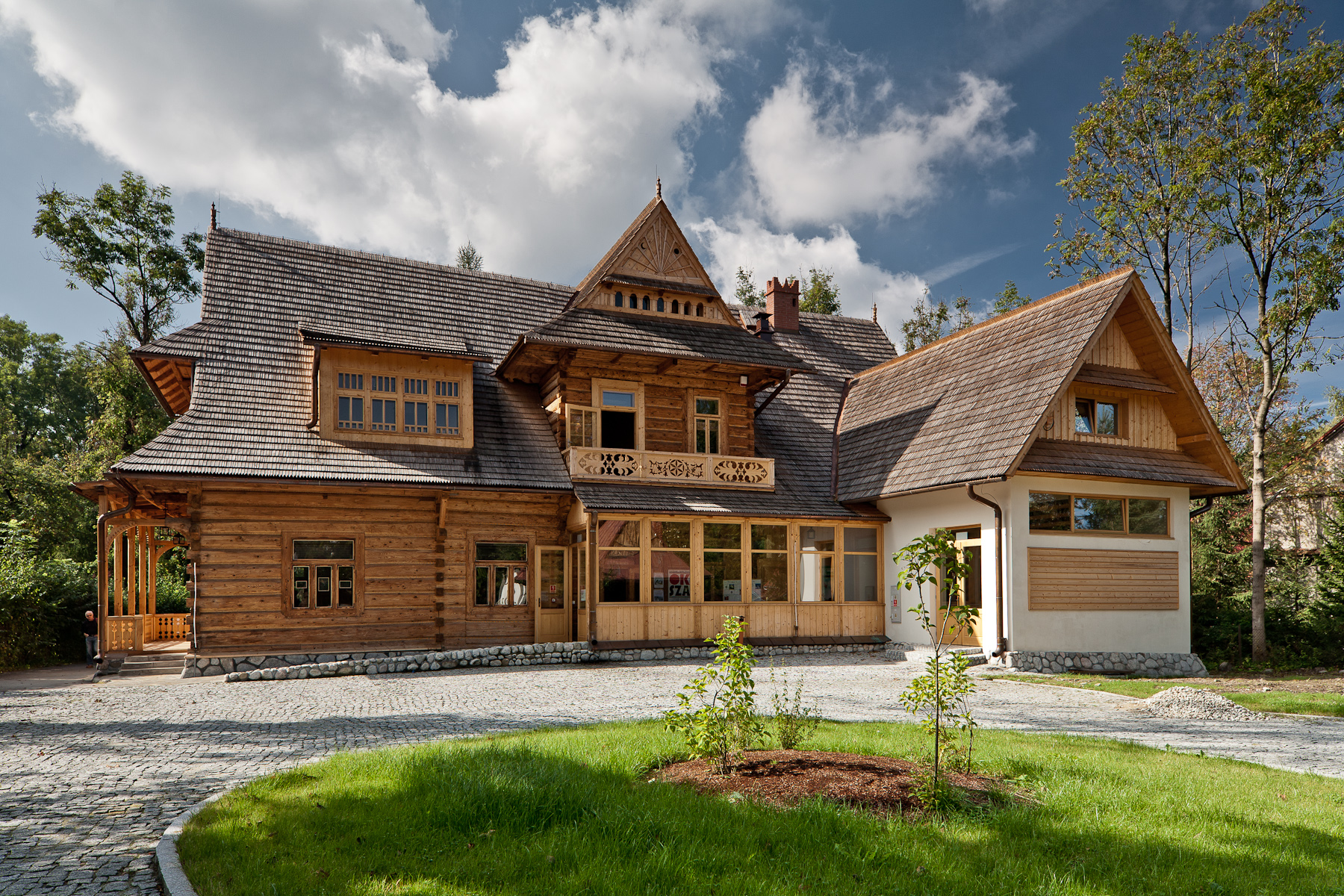
Вілла «Окша»

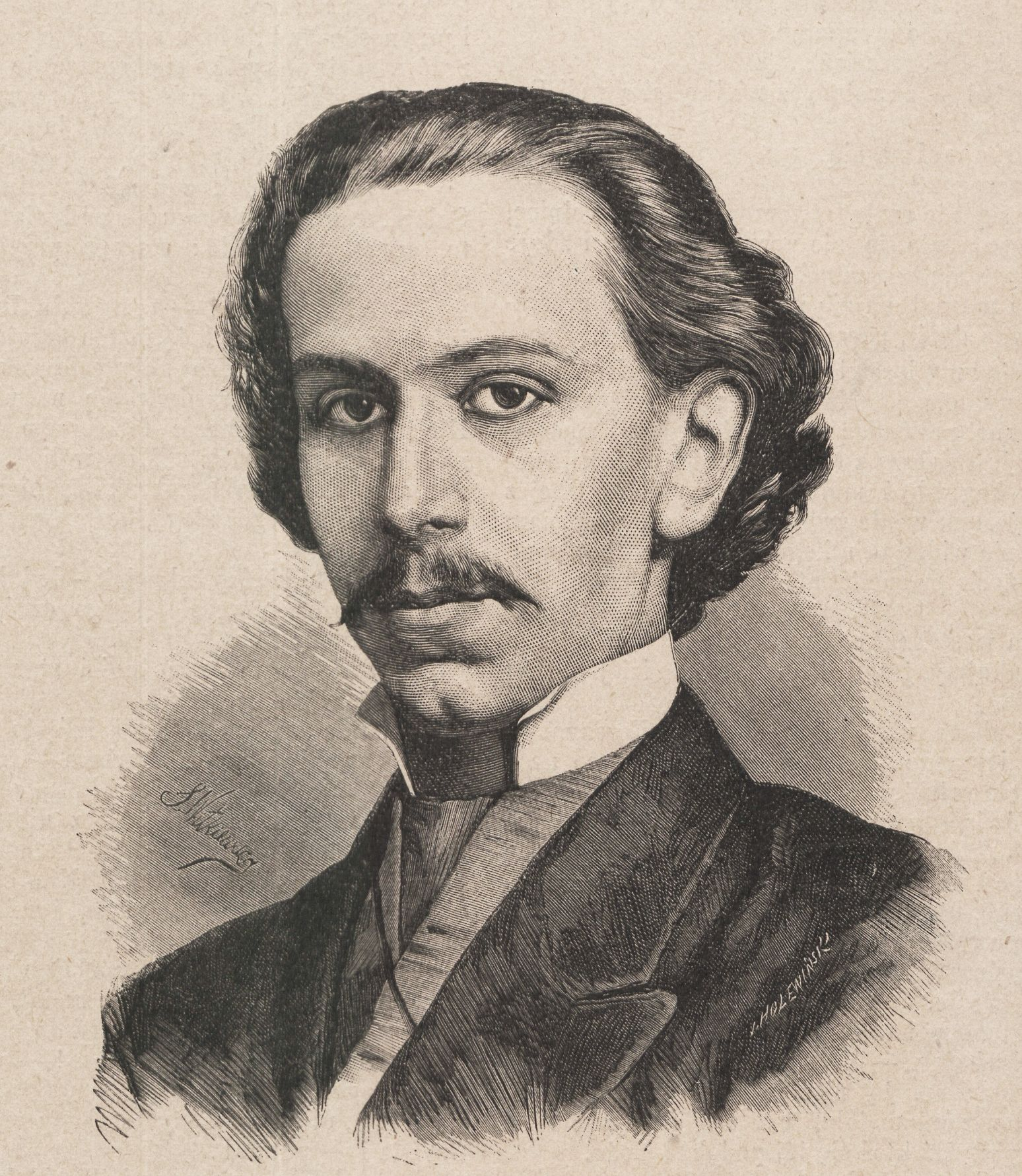
Станіслав Віткевич

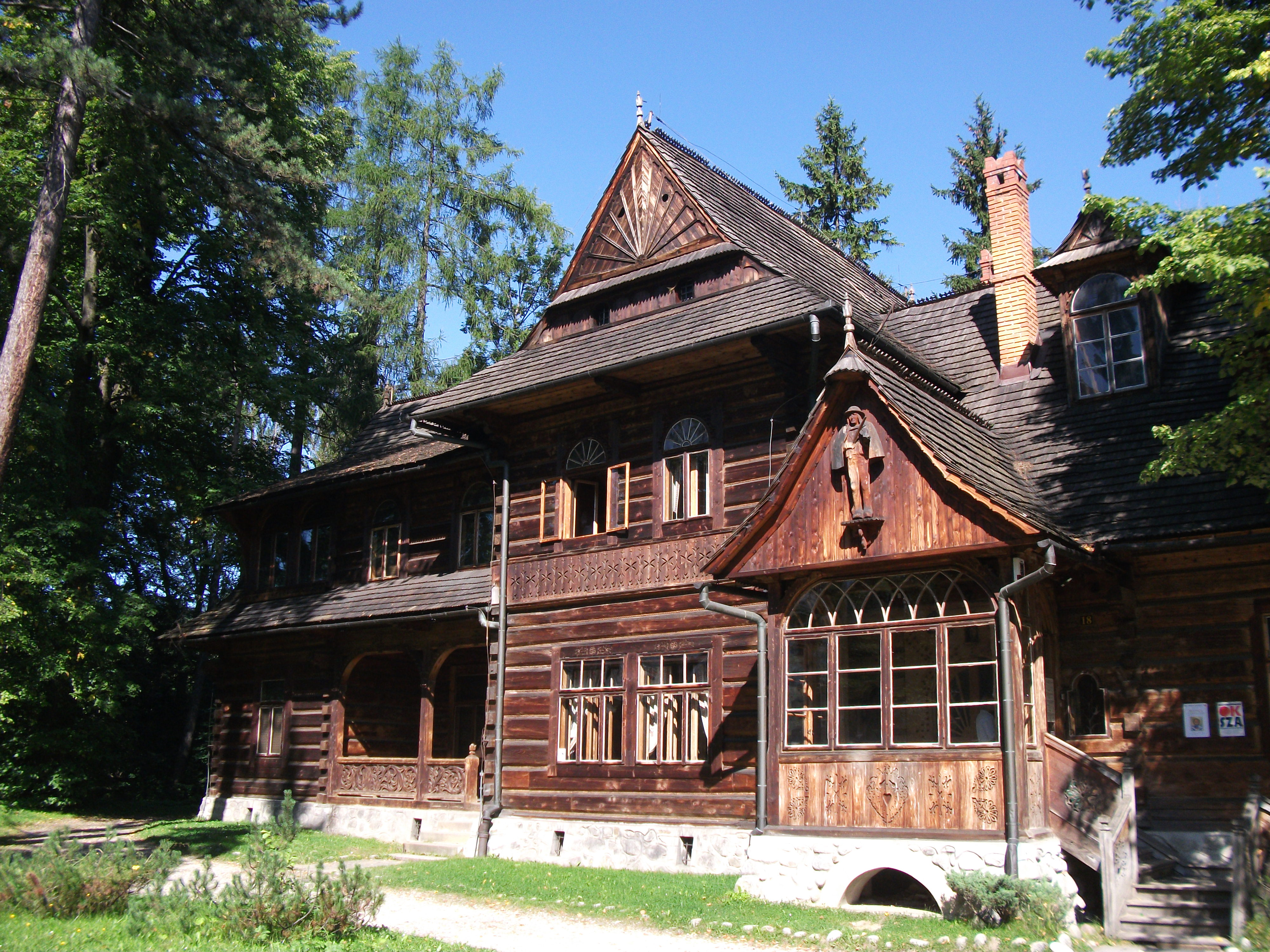
Вілла «Колиба»

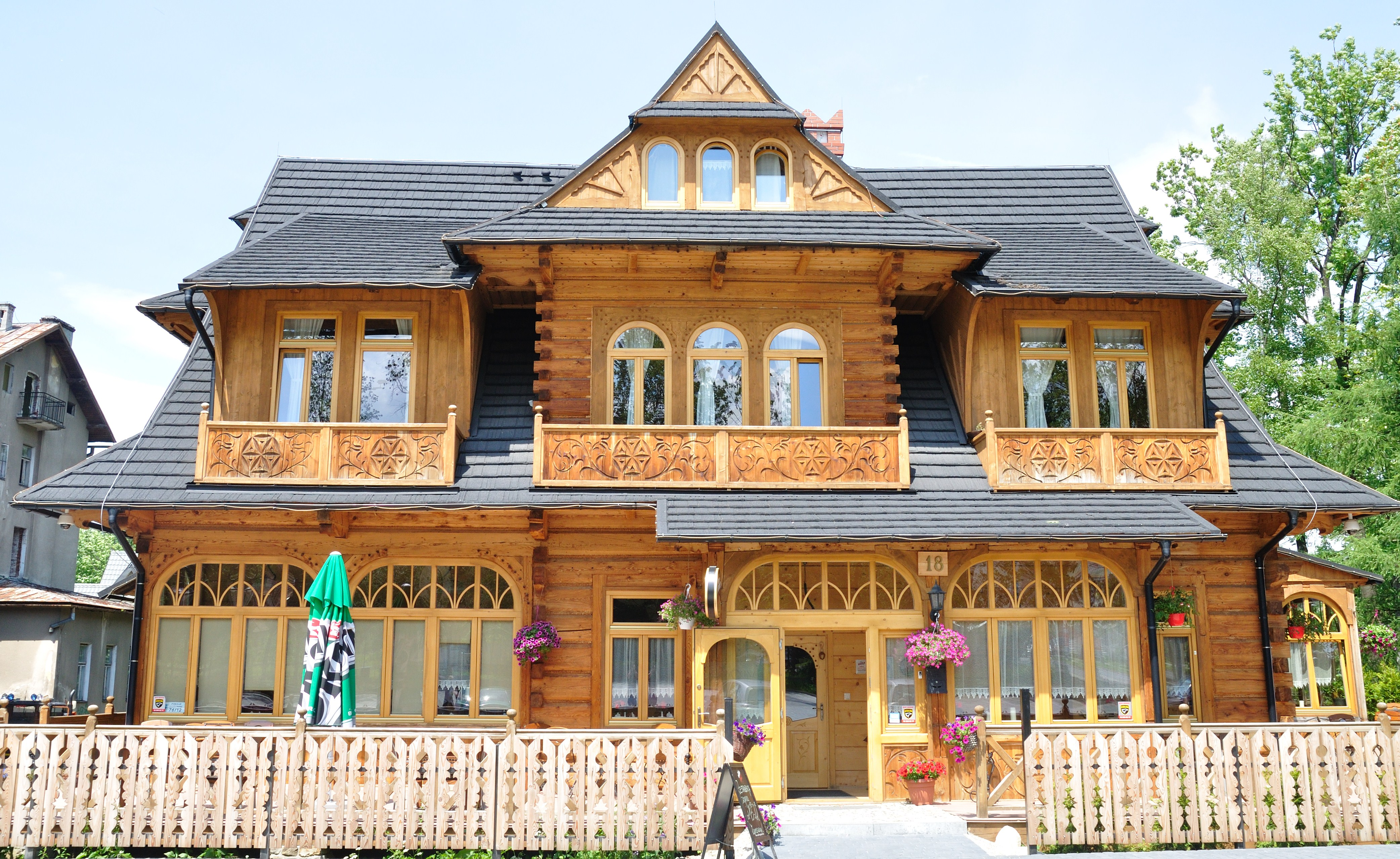
Вілла «Константинувка»

Закопа́нський стиль (пол. Styl zakopiański) — архітектурний стиль, започаткований Станіславом Віткевичем у 90-х роках XIX століття.
У закопанському стилі Віткевич поєднав традиційний стиль будівництва гуралів та елементи модерну, створивши таким чином основу для сучасної польської народної архітектури на основі культури Підгалля. В основному використовувався у будівництві пансіонатів, заміських будинків та вілл у курортному місті Закопане.
Закопанський стиль був також поширений у меблях (за проєктами львівського архітектора Казимира Мокловського виготовляли меблі в «закопанському» стилі), господарському приладді, одязі, виробах з порцеляни, музичних інструментиах та сувенірах. У ширшому сенсі закопанський стиль охоплює всі прояви проникнення народної культури Підгалля в загальнонаціональну польську культуру.

## Історія
Витоки закопанського стилю, як прояв польського національного модерну, почались у середовищі польських митців, які належали до патріотичного руху «Молода Польща». Формування закопанського стилю було реакцією польських патріотів на поширення швейцарського та норвезького стилів, напрямків історизму, в курортах Підгалля.
У 1886—1891 роках Станіслав Віткевич намагався зацікавити своєю ідеєю архітекторів, що створювали проєкти вілл, пансіонатів, санаторіїв і готелів, які масово будували в Закопаному для потреб туризму наприкінці XIX століття. У 1892 році він переселяється до Закопаного. Завдяки старанням та наполегливості Станіслава Віткевича закопанський стиль почав розвиватися, за рахунок будівництва нових споруд і створення суспільного дискурсу навколо цієї тематики. У Закопаному були збудовані вілли «Колиба» (1892—1893), «Пепіте» (1893), «Корвінувка» (1895—1896), «Зоф'ювка» (1895—1896), «Окша» (1895—1896), «Под Єдламі» (1896—1897), санаторій доктора Гавранка (1897—1898) та інші.
У 1904 році Станіслав Віткевич видав монографію «Закоп'янський стиль», у якій намагається привернути до стилю увагу польських митців та критиків мистецтва.
Інший поширювач закопанського стилю, архітектор Едгар Ковач, автор наукової праці «Закопанський спосіб» (1899), цікавився деталями та орнаментом закопанського стилю.

## Характеристики
Головними особливостями стилю є фундаменти з колотого каменю, високий ґонтовий дах, велика кількість дерев'яних декоративних елементів.